# Načešice
Načešice là một làng thuộc huyện Chrudim, vùng Pardubický, Cộng hòa Séc.